# Vocation secrète
Pour plus de détails, voir Fiche technique et Distribution.
Vocation secrète (Boots Malone) est un film américain en noir et blanc réalisé par William Dieterle, sorti en 1952.

## Synopsis
L'histoire de "Boots" Malone, un agent sportif malchanceux, et de Johnny Stewart, un riche fugueur qui veut devenir jockey.

## Fiche technique
- Titre : Vocation secrète
- Titre original : Boots Malone
- Réalisation : William Dieterle
- Scénario : Milton Holmes
- Direction artistique : Cary Odell
- Photographie : Charles Lawton Jr.
- Montage : Al Clark
- Musique : Elmer Bernstein
- Son : Lodge Cunningham
- Production : Milton Holmes
- Société de production et de distribution : Columbia Pictures
- Pays de production :  États-Unis
- Langue originale : anglais
- Format : noir et blanc —  35 mm — 1.37:1 — son : Mono  (Western Electric Recording)
- Genre : comédie musicale, comédie romantique
- Durée : 104 minutes
- Dates de sortie :	
  - États-Unis : 11 janvier 1952
  - France : 23 juillet 1954

## Distribution
- William Holden : « Boots » Malone
- Johnny Stewart :  Thomas Gibson Jr.
- Stanley Clements : « Stash » Clements
- Basil Ruysdael : « Preacher » Cole
- Carl Benton Reid : John Williams
- Ed Begley : Howard Whitehead, un riche mais inexpérimenté propriétaire de chevaux
- Ralph Dumke : Beckett, conseiller de Howard Whitehead
- Hugh Sanders : Matson
- Harry Morgan : « Quarter Horse » Henry (crédité Henry Morgan)
- Ann Lee : Mme Gibson
- Anthony Caruso : Joe
- Billy Pearson : Eddie Koch, un rival jockey. (Billy Pearson est un vrai jockey)